# Rooms-katholiek kerkhof Ulicoten
Het rooms-katholiek kerkhof Ulicoten is een kerkhof, gelegen in het Nederlandse dorp Ulicoten, een deel van gemeente Baarle-Nassau (provincie Noord-Brabant). Het kerkhof ligt achter de Sint-Bernarduskerk en heeft een rechthoekig grondplan dat omgeven wordt door een haag. Het wordt afgesloten door een tweedelige metalen poort. 

## Britse oorlogsgraven
Op het kerkhof liggen drie Britse gesneuvelden uit de Tweede Wereldoorlog. Het zijn de graven van korporaal Harry Ford en de soldaten Charles Henry Hunter en George Kirk. Zij dienden bij de King's Own Yorkshire Light Infantry en kwamen om op 13 oktober 1944. Hun graven worden onderhouden door de Nederlandse Oorlogsgravenstichting in opdracht van de Commonwealth War Graves Commission alwaar ze geregistreerd staan onder Baarle-Nassau (Ulicoten) Roman Catholic Cemetery.